# Sankt Stefans Sogn
Sankt Stefans Sogn er et sogn i Nørrebro Provsti (Københavns Stift). Sognet ligger i Københavns Kommune (Region Hovedstaden). Indtil Kommunalreformen i 2007 lå det i Københavns Kommune (Københavns Amt), og indtil Kommunalreformen i 1970 lå det i Sokkelund Herred (Københavns Amt). I Sankt Stefans Sogn ligger Sankt Stefans Kirke.
Sankt Stefans Sogn blev oprettet 7. december 1874, udskilt fra Sankt Johannes og Brønshøj sogne.
I Sankt Stefans Sogn findes flg. autoriserede stednavne: